# José María Pedrera
José María Pedrera Leo (Mérida, 18 de septiembre de 1972) es un jugador de baloncesto profesional de nacionalidad española ya retirado que desarrolló su carrera deportiva en distintos clubes de España y Portugal. Hermano del también baloncestista Toni Pedrera, con sus dos metros de altura empezó su carrera deportiva ocupando la posición de alero, destacándose por un magnífico tiro de 3, aunque con el paso del tiempo fue adaptándose a jugar en posiciones más interiores. 
Se retiró a los 34 años de edad como consecuencia de una grave lesión de rodilla cuando militaba en las filas del Grupotel.com Muro de la LEB Plata.

## Trayectoria profesional
- FC Barcelona. Categorías inferiores.  España
- 1990/92. ACB. FC Barcelona (compagina el primer equipo con el junior).  España
- 1992/93. Primera División. C.B. Cornellá.  España
- 1992/93. ACB. F.C. Barcelona Banca Catalana.  España
- 1993/96. ACB. CB Murcia.  España
- 1996/97. LEB. Bilbao Patronato.  España
- 1997/98. ACB. Cáceres C.B.  España
- 1998. LCB. Aveiro Esgueira.  Portugal
- 1998/99. LCB. Seixal F.C..  Portugal
- 1999/01. LCB. F.C. Porto.  Portugal
- 2002/03. LEB 2. Autocid Burgos.  España
- 2003/04. LEB 2. Drac Inca.  España
- 2005/06. EBA. Grupotel.com Muro.  España
- 2006/07. LEB Plata. Grupotel.com Muro.  España

## Palmarés
- 1987/88 Campeón del Campeonato de España Cadete con el F.C Barcelona.
- 1989/90 Campeón del Campeonato de España Juvenil con el F.C. Barcelona.
- 1991/92 Campeón del Campeonato de España Junior con el F.C. Barcelona Banca Catalana.
- 1992/93 Campeón de primera división con Cornella (filial del FC Barcelona) y ascenso a la liga ACB.
- 1999/00 Campeón de la Copa de Portugal con el F.C. Porto.